# Trachypithecus germaini
El langur o lutung de Indochina (Trachypithecus germaini) es una especie de primate catarrino de la familia Cercopithecidae que habita en Tailandia, Birmania, Camboya y Vietnam. Antes de obtener su estatus actual de especie, fue incluida dentro de Trachypithecus cristatus y Trachypithecus villosus.
Se reconocen dos subespecies:
- T. germaini germaini
- T. germaini caudalis